# 배은미
배은미(裴銀美, 1973년 1월 4일~)는 대한민국의 체조 선수이다. 1988년 하계 올림픽에 참가했다.